# دوغ ويفر
دوغ ويفر (بالإنجليزية: Doug Weaver)‏ هو لاعب كرة قدم أمريكية أمريكي، ولد في 15 أكتوبر 1930 في غوشين في الولايات المتحدة.